# Obestatin
Obestatin ist ein Hormon, das bei der Regulation der Nahrungsaufnahme beteiligt ist, indem es der Wirkung des appetitanregenden Ghrelins entgegenwirkt.

## Bildung und Wirkungen
Obestatin ist ein Peptidhormon, das wie sein physiologischer Gegenspieler Ghrelin im Magen aus dem Vorläuferpeptid Prepro-Ghrelin freigesetzt wird. Dort wird die Entleerung des Magens verzögert und die Beweglichkeit des Zwölffingerdarmes reduziert. Möglicherweise spielt es eine Rolle bei der Entstehung von Adipositas, hat aber im Tierversuch nur eine geringe Wirkung auf die Entwicklung des Körpergewichts gezeigt. Ob es sich daher als Medikament zur Behandlung von Übergewichtigen eignet, ist nicht endgültig geklärt, darf aber bezweifelt werden.